# Трамвай серії 71-633
КТМ-33 (71-633 відповідно до Єдиної нумерації вагонів) — експериментальний зчленований шестивісний трамвайний вагон Усть-Катавського вагонобудівного заводу з повністю низькою підлогою. Випущено 2 екземпляри. До серії не пішов.

## Технічні подробиці

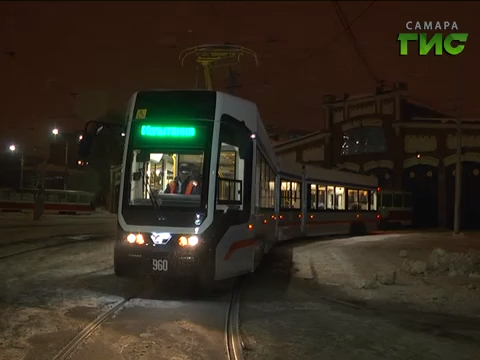
Трамвай на випробуваннях

За основу вагона конструкторами УКВЗ було взято модель 71-631. Трамвайний вагон 71-633 є на 100% низькопідлоговим, складається з трьох секцій (два висячі вузли зчленування), має шість осей, двовісні моторні візки (середній візок неповоротний). Трамвай обладнаний тяговим асинхронним приводом із системою управління на IGBT-транзисторах, що забезпечує кращі енергетичні та динамічні характеристики порівняно з РКСК. Салон вагона обладнаний двома кондиціонерами, електронною інформаційною системою, що забезпечує передачу візуальної та звукової інформації про маршрут руху та зупинки, температуру повітря в салоні вагона і зовні в режимі реального часу. На вигляд нагадує вагони Pesa Fokstrot

## Будівництво вагона
Вперше проект трамвайного вагона 71-633 був представлений широкому загалу у травні 2014 року в Москві на виставці «ЕлектроТранс». Перший експериментальний екземпляр вагона спочатку планувалося виготовити до вересня 2014 року. Однак через низку причин, у зазначені терміни трамвай не був готовий. Повністю завершити роботу над вагоном вдалося лише наприкінці грудня 2015 року, після чого трамвай був відправлений до Самари для проходження випробувань. Стало відомо, коли в Самару привезуть швидкісний трамвай з кондиціонерами.

## Експлуатація
29 грудня 2015 року трамвай у розчепленому стані був доставлений на територію трамвайного депо в Самарі. З січня 2016 року трамвай проходив налагодження в депо, а з березня 2016 року він почав здійснювати обкатку без пасажирів міською мережею вночі. У Самарі почалися випробування нового трисекційного трамвая. З 28 березня 2016 року почалася тестова експлуатація трамвая з пасажирами на маршруті № 5. Трамвай курсував за даним маршрутом щодня за розкладом 3 місяці з моменту запуску.

## Модифікації
- 71-633-01 — модифікація, що розробляється з електрообладнанням «Чергос».

## Експлуатують міста
| Місто                                       | Кількість | Роки випуску |
| Росія Самара, Санкт-Петербург та Челябінськ | 1 одиниця (тестова експлуатація), передана на завод у квітні 2017 року; з липня по вересень 2018 року зберігався в СТТП, після чого був переданий на завод; тестова експлуатація 2.09.2019-12.11.2019, після чого було передано на завод | 2015         |
| Росія Санкт-Петербург, Барнаул              | 1 одиниця, експонат з 19-21.06.2019 IV Міжнародного інноваційного Форуму пасажирського транспорту «SmartTRANSPORT», 22.06-11.2019 зберігався в 7 парку, з 26.11.2019 по 18.03.2020 знаходився 18.03.2020 року було відправлено на завод  | 2019         |

## Галерея
- Трамвай прибув у частково розібраному вигляді
- Трамвай на випробуваннях
- Перший рейс з пасажирами